# Бристоль (гостиница, Одесса)
Гости́ница «Бристоль» (во времена СССР называлась «Красная») — историческая гостиница в Одессе, расположенная по адресу улица Пушкинская, дом 15 (на пересечении с улицей Ивана Бунина).

## История
Гостиница строилась с 1898 по 1899 год по проекту архитекторов Александра Бернардацци и Адольфа Минкуса напротив здания Новой купеческой биржи и рядом со зданием Государственного банка, и на то время являлась одной из самых роскошных гостиниц Одессы. Она стала первой 4-х этажной гостиницей Одессы.
Сейчас зданию гостиницы присвоен статус «памятника архитектуры». С 2002 года по конец 2010 года гостиница была закрыта на реконструкцию, после окончания которой гостиница была квалифицирована как отель 5 звёзд. Открытие состоялось 15 декабря 2010 года, гостинице вернули историческое название «Бристоль», позаимствованное когда-то у одноимённой гостиницы в Вене.
«Бристоль» входит в сеть гостиниц, принадлежащую одесским бизнесменам Борису Кауфману и Александру Грановскому, они владеют также гостиницами «Лондонская» (Одесса) и «Президент Отель» (Киев). Управляет гостиницами принадлежащая бизнесменам компания Vertex Hotel Group.
Владельцы не раскрывают, сколько потратили на восстановление гостиницы, но выполненный комплекс работ оценивается экспертами рынка не меньше, чем в $10–20 миллионов.
Вследствие российского ракетного удара по городу 31 января 2025 года гостинница была серьёзно повреждена.

## Реконструкция
15 декабря 2010 года после девяти лет реставрации была заново открыта знаменитая гостиница «Бристоль». Обновлённый «Бристоль» стал третьей 5-звёздочной гостиницей в городе. Восстановленный «Бристоль» почти полностью аутентичен тому, что построил Бернардацци. Итальянская мебель от всемирно известной компании Angelo Cappellini. Кстати, исторический «Бристоль» был обставлен мебелью этой же марки. Ручная лепнина была восстановлена по архивным фото. Много чего в гостинице привезено из Италии, например мрамор, люстры, сантехника, ковровые покрытия, шёлковые обои. Архитекторы оценивают стоимость реконструкции отеля в $17,5 млн. После реконструкции отель располагает номерным фондом в количестве 113 номеров с интерьером, воссоздающим атмосферу эпохи барокко. В здании отеля также находятся ресторан Le Grand Café Bristol и 700 м². локаций для проведения мероприятий.

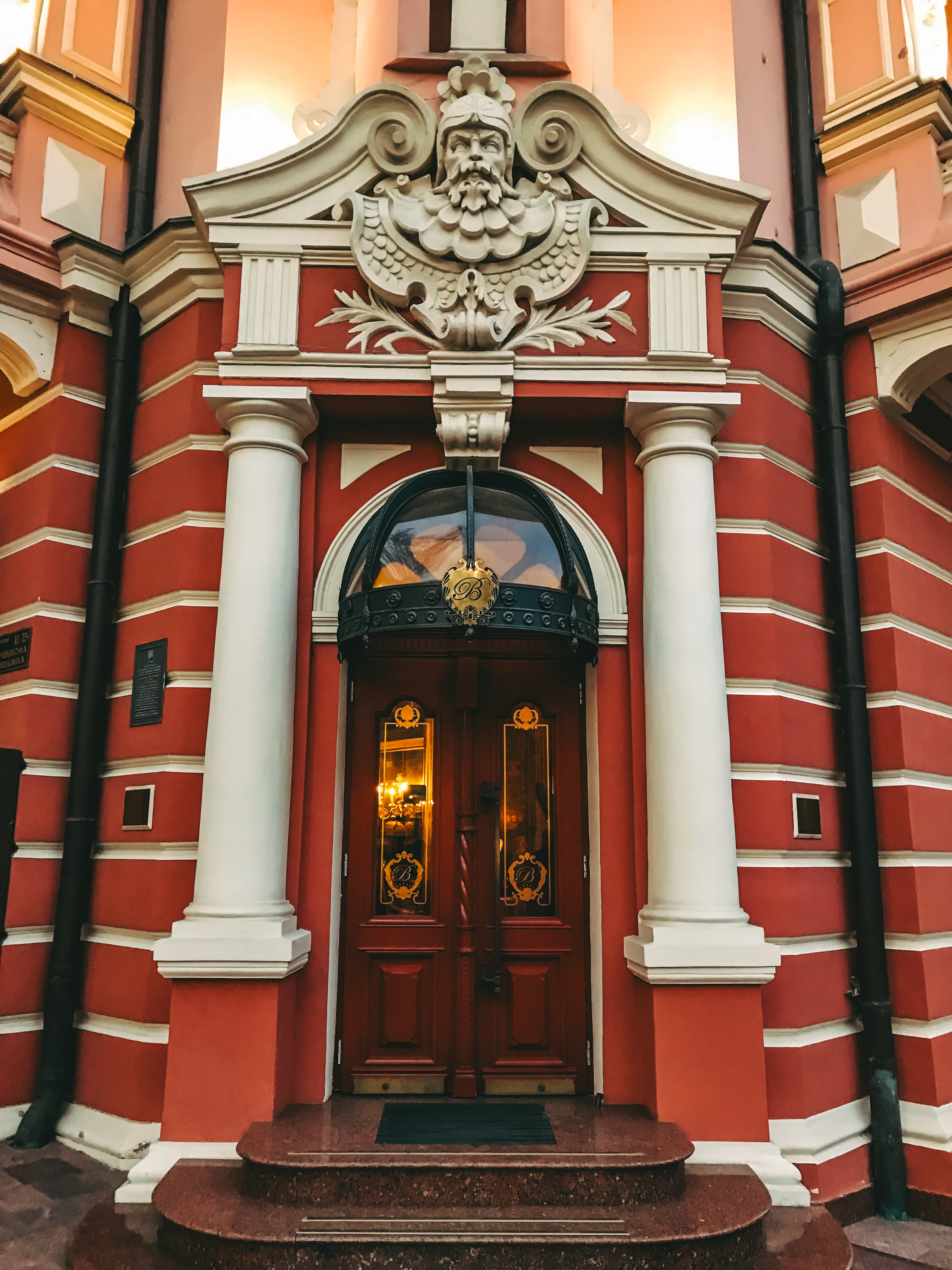
Элемент архитектуры
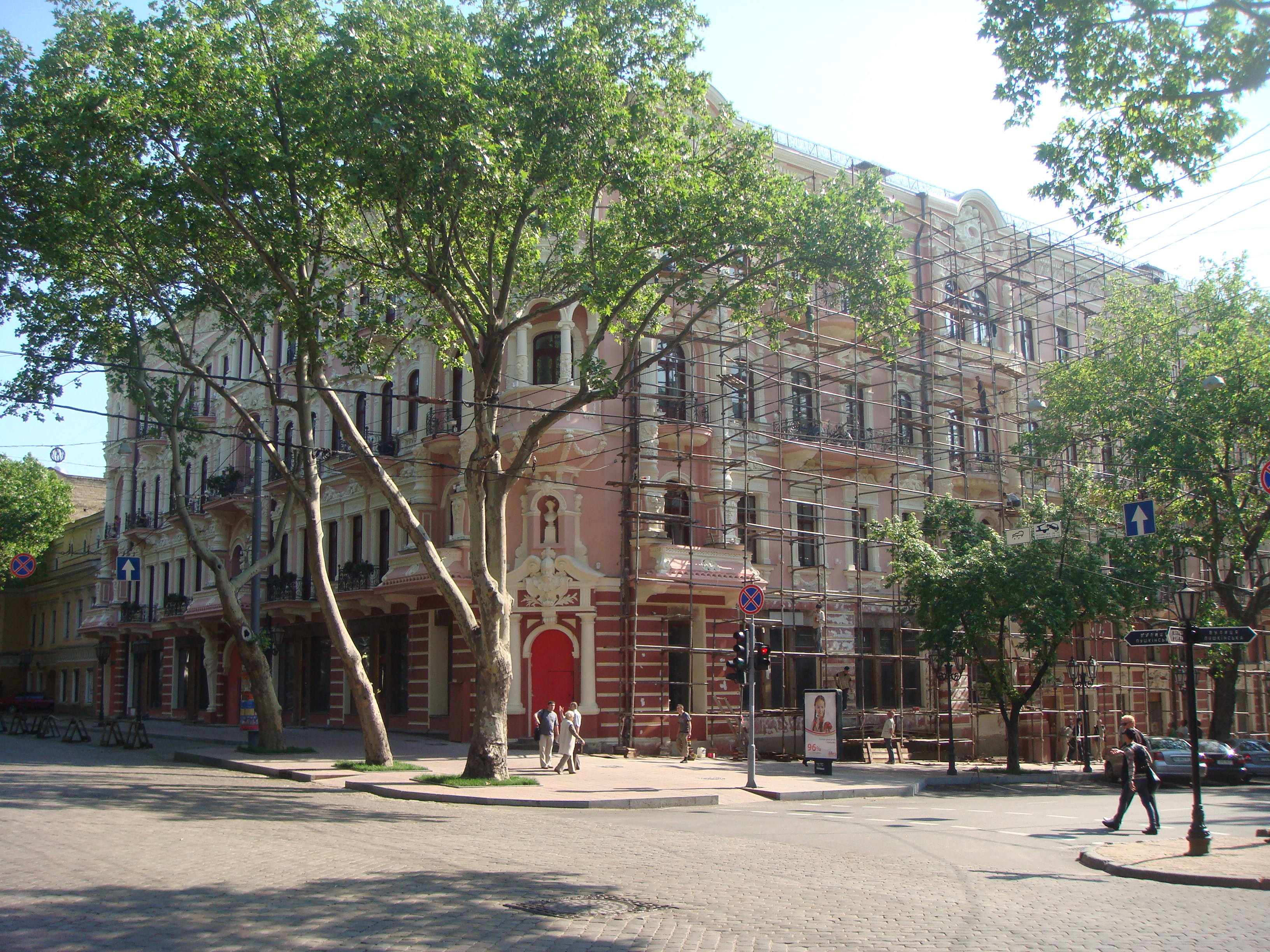
Во время реконструкции
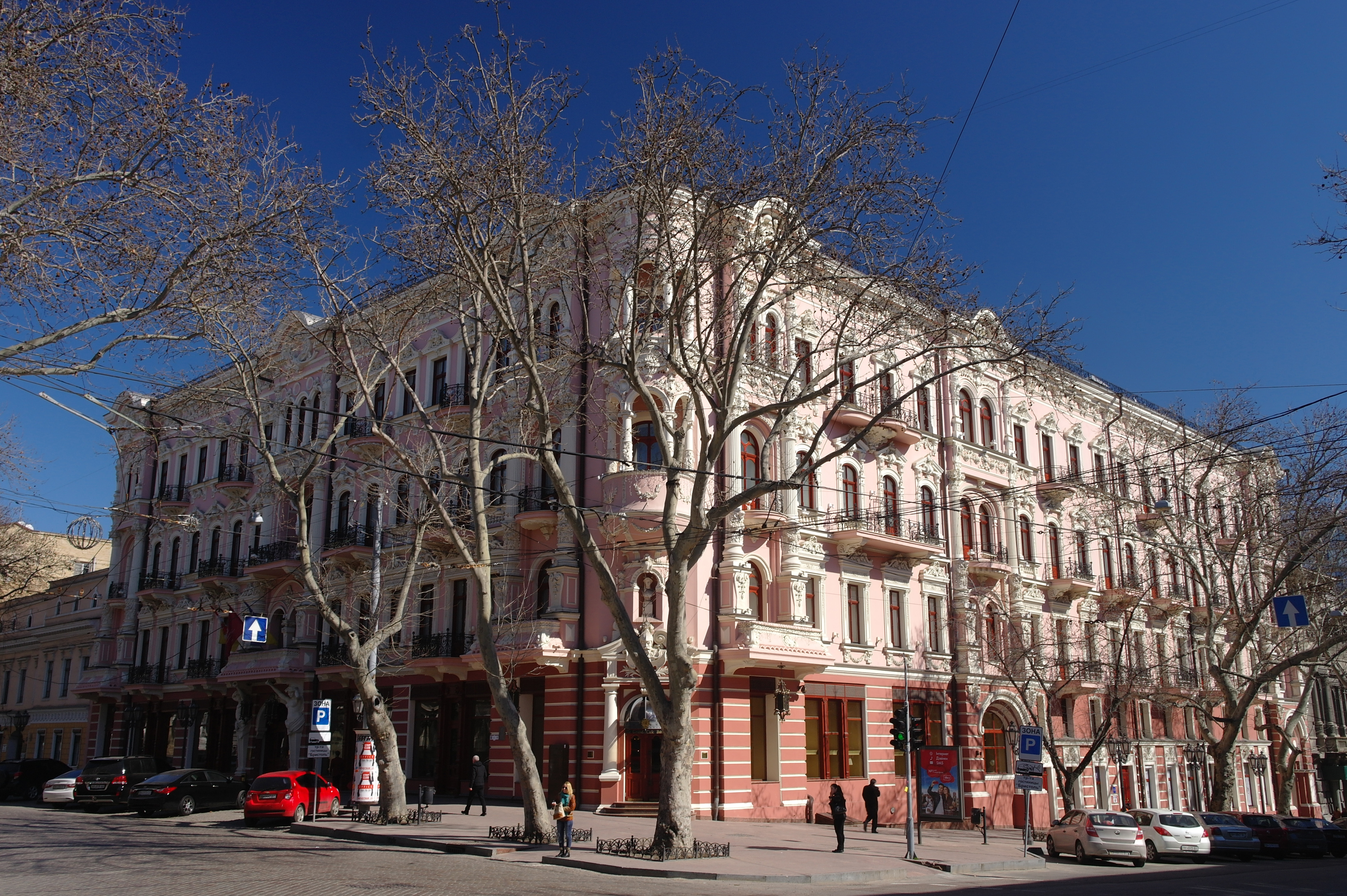
Современный вид здания
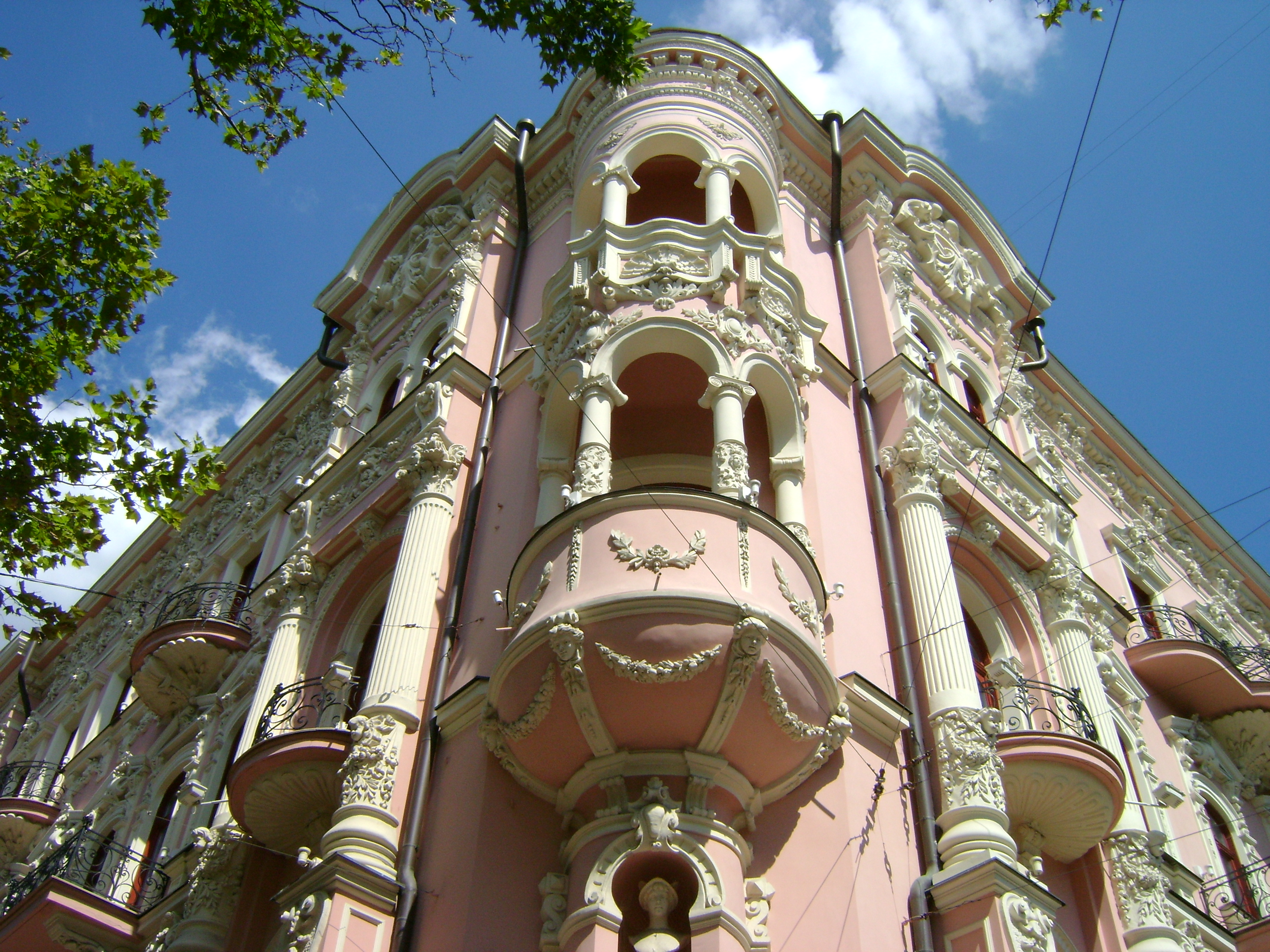
Элемент архитектуры

## Награды
- «Лучшая архитектура отеля» — Национальная премия в области гостеприимства Украины Hospitality Awards 2012[11]
- Награда Booking.com «Award of Excellence 2014» (рейтинг 8.9)[10]
- Один из 25 лучших отелей Украины по версии Tripadvisor Travelller’s Choice в 2013, 2015[10], 2018[12] годах

## Известные гости гостиницы
- Анри Барбюс
- Теодор Драйзер
- Джеймс Олдридж
- Вилли Бредель
- Сонька Золотая ручка
- Валерий Ободзинский
- Савелий Адамян Аршалуйсович

## Галерея

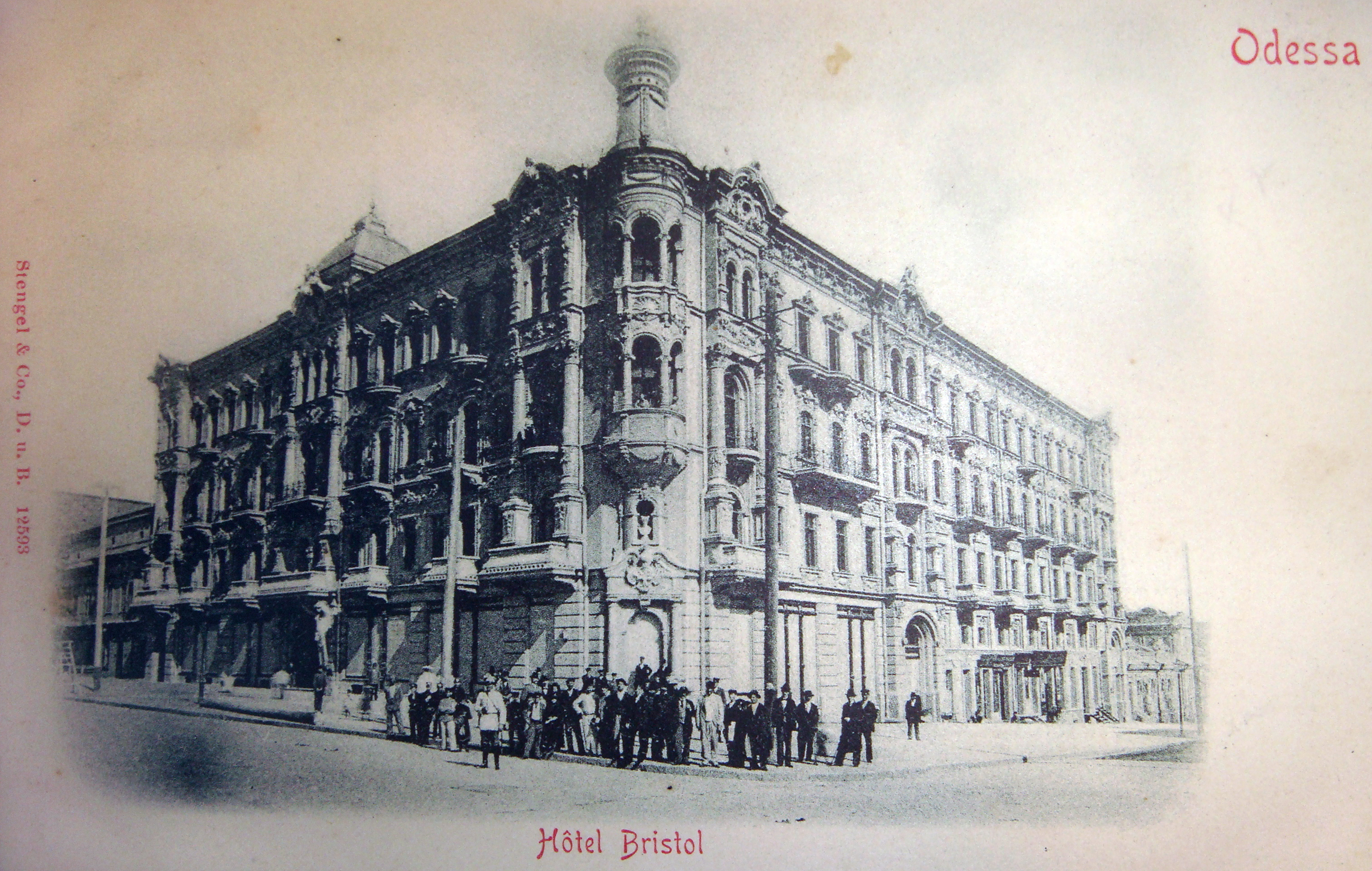
Гостиница «Бристоль» в 1899 году.
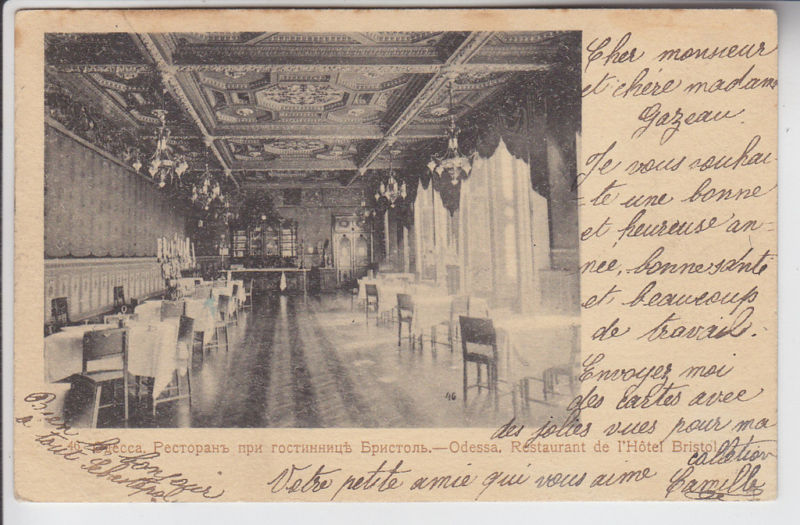
Интерьер ресторана при гостинице «Бристоль».
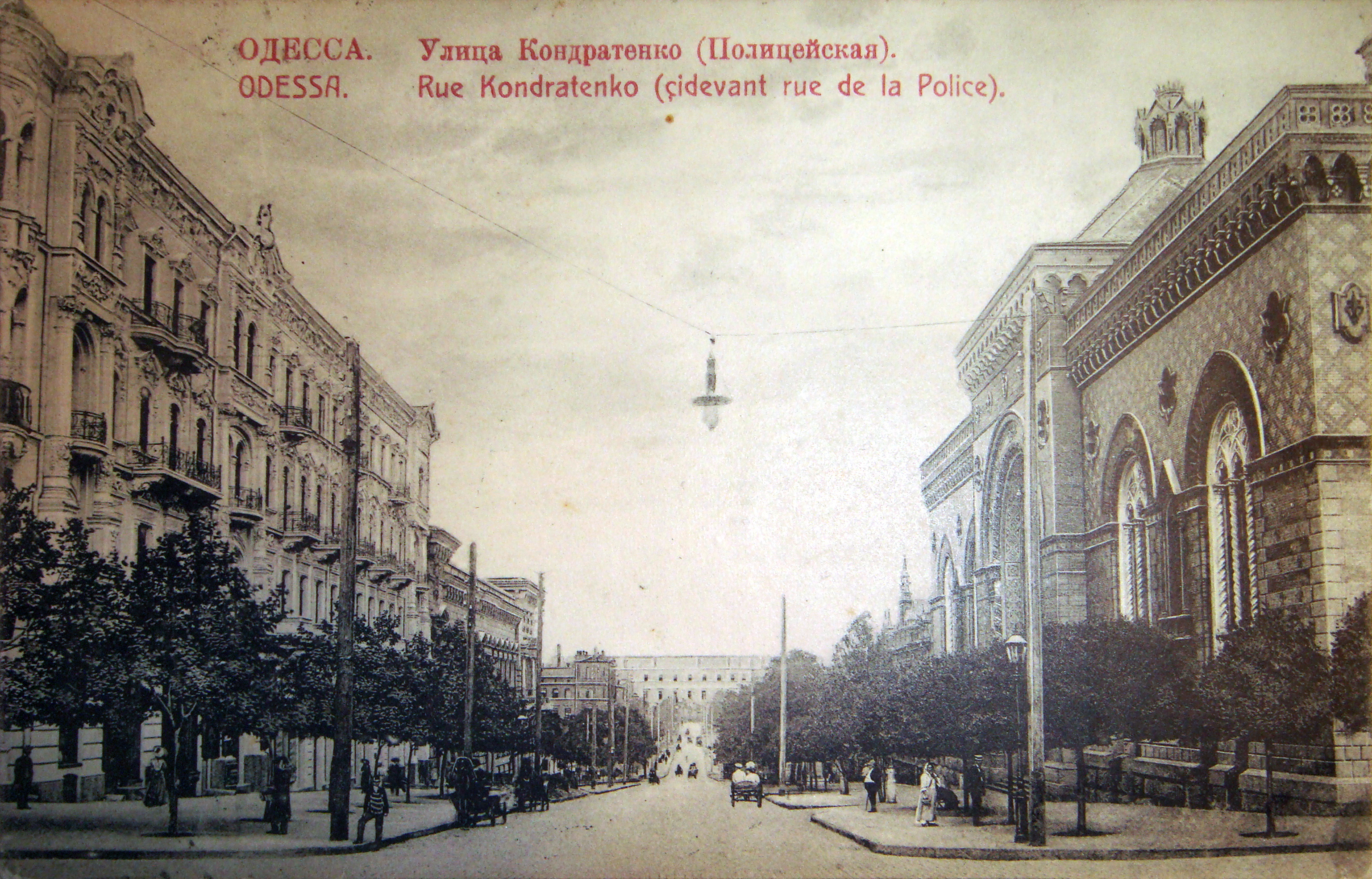
Вид на улицу Кондратенко (ранее Полицейскую, ныне Ивана Бунина). Слева — гостиница Бристоль, справа — Новая купеческая биржа.
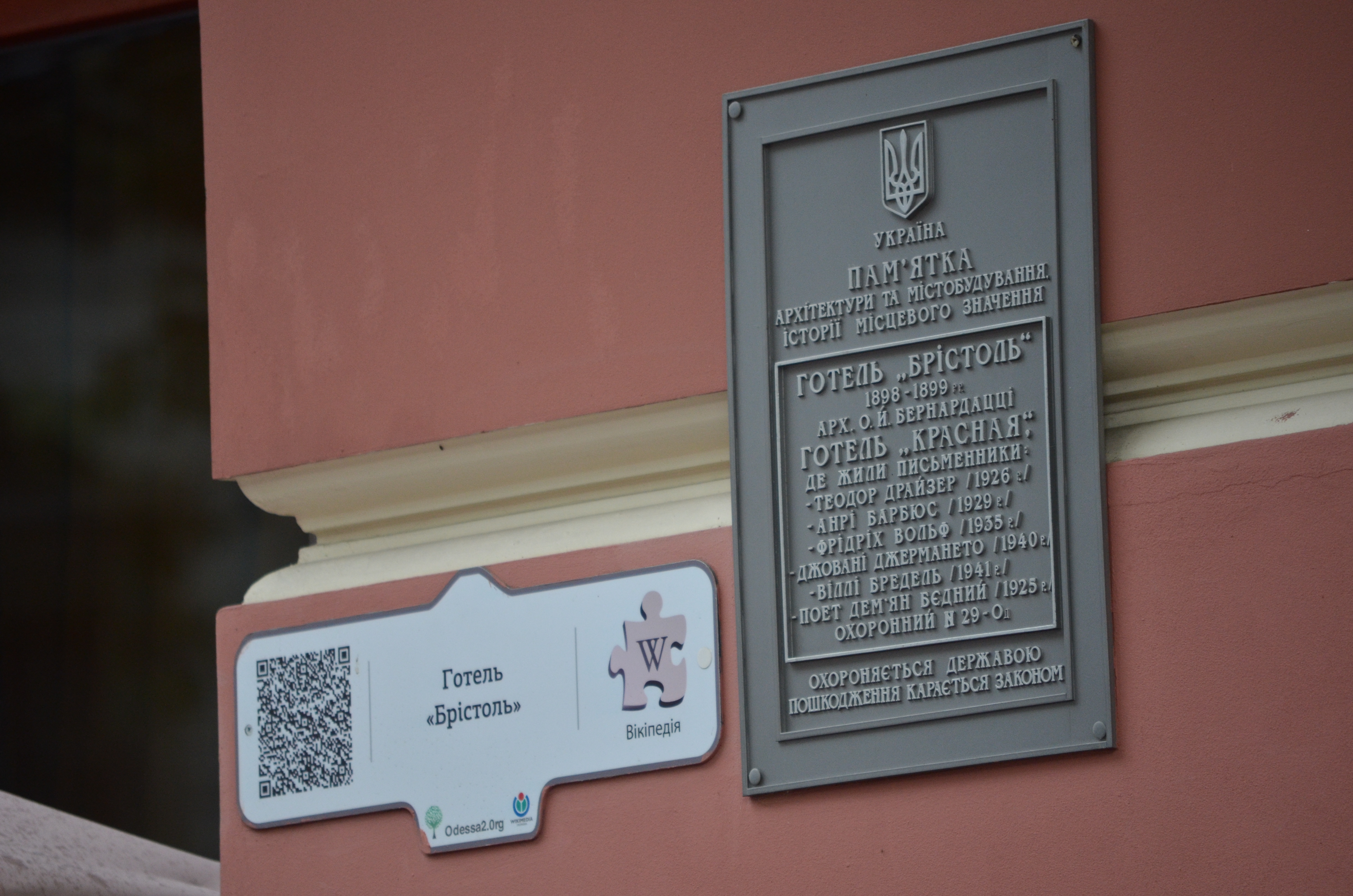
Код QRpedia на стене гостиницы, 2014 год.

## В искусстве
- В ресторане гостиницы происходит ряд сцен фильма «Наследница по прямой» режиссёра Сергея Соловьёва.
- В фильме «Дежа вю» главный герой фильма — Джонни Поллак, приехав в Одессу, поселился в отеле «Чэрвоный», что в переводе с украинского означает «гостиница „Красная“».